# Stephen Kelen
Stephen Kelen (en húngaro: István Kelen; Budapest, 21 de marzo de 1912-Sídney, 1 de mayo de 2003) fue un jugador profesional de tenis de mesa húngaro, ganador de siete medallas de oro en las décadas de 1920 y 1930 en el Campeonato Mundial de Tenis de Mesa.
Kelen cuando jugaba en la categoría de dobles mixto, lo hacía junto a sus compañeras las húngaras Anna Sipos y Mária Mednyánszky.